# Новобессергеневское сельское поселение
Новобессергеневское сельское поселение — муниципальное образование в Неклиновском районе Ростовской области.
Административный центр поселения — село Новобессергеневка.

## Административное устройство
В состав Новобессергеневского сельского поселения входят:
- село Новобессергеневка;
- село Александрова Коса;
- хутор Герасимовка;
- хутор Дарагановка;
- посёлок Дмитриадовка;
- посёлок Комаровка;
- село Никольское;
- хутор Новозолотовка;
- село Петрушино;
- хутор Седых;
- хутор Софиевка.

## Население
| 2010  | 2012  | 2013  | 2014    | 2015  | 2016    | 2017  |
| ----- | ----- | ----- | ------- | ----- | ------- | ----- |
| 9412  | ↗9527 | ↗9642 | ↗9897   | ↗9973 | ↗10 063 | ↘9910 |
| 2018  | 2019  | 2020  | 2021    |       |         |       |
| ↘9688 | ↘9511 | ↗9753 | ↗10 199 |       |         |       |